# سون شیائوچیان
سون شیائوچیان (انگلیسی: Sun Xiaoqian؛ زادهٔ ۱۱ اوت ۱۹۹۶) جودوکار زن اهل چین است. وی در بازی‌های المپیک تابستانی ۲۰۲۰ شرکت کرده‌است.